# あつまれ!ピニャータ 〜レッツ☆パーティー〜
『あつまれ!ピニャータ 〜レッツ☆パーティー〜』（英：Viva Piñata: Party Animals）は、Xbox 360用のゲームソフト。Krome Studios が開発、2007年12月6日にマイクロソフトが発売したパーティーゲームソフトである。アメリカでは同年10月30日に発売された。

## 概要
アメリカやカナダのTV3DCGアニメ「あつまれ！ピニャータ」のキャラクターであるピニャータ達が登場し、ミニゲームで対戦するパーティーゲームソフトである。2007年9月11日のマイクロソフト E3 2007 プレスコンファレンスで公開され、2007年10月30日には米国で、同年11月16日には英国で、同年12月6日に日本で発売された。
テレビ番組を意識した作りで、レースゲームとミニゲームからなるパーティゲームとなっている。最大4人でプレイでき、Xbox LIVEを利用したオンライン対戦も可能である。また、前作の開発を担当したレア社は関わっていない。

### 登場キャラクター
- ペッキープジョン（声：後藤哲夫）
- ピエール パリボー（声：塩屋浩三）

以下は操作可能なキャラクター。
- ハドソン ホースタチオ（声：乃村健次）
- ヘイリー ホースタチオ（声：岡村明美）
- ファーギー ファッジホッグ（声：二又一成）
- フランシーヌ ファッジホッグ（声：郷里大輔）
- ポーリー プレッツテール（声：中原茂）
- ペチュニア プレッツテール（声：荒木香衣）
- フランクリン フィズリーベア（声：大川透）
- フローレンス フィズリーベア（声：水城レナ）

### レース
- ビーチ
- タウン
- フロスティ
- ファクトリー

### アイテム
- フィエスタミサイル
- ポリネイター
- ウォーターボム
- スーパーミントキャンディ
- フラッタースコッチのちょうちょウィング
- ロケットパック
- バズルガムのべとべとハニー
- パワーソーダ
- スモークボム

### 実績
全部で50個で1000P。主にレース中である条件を満たすと解除されていく。中にはオンラインのみでの解除などがある。